# Río Arieș
El río Arieș (en rumano: Râul Arieș; en húngaro: Aranyos) es un río de Rumania, un afluente del río Mureş (a su vez afluente del río Danubio) que fluye por los condados de Alba y Cluj, en Transilvania. 
El nacimiento del río se encuentra en los montes Bihor, parte de los montes Apuseni. El Arieș nace cerca del pueblo Mihoiești y su longitud es de 164 km. Es un afluente del río Mureş, cerca del pueblo de Gura Arieșului y desemboca en la ciudad de Luduș. 
El nombre en dalmático y húngaro significa "Río Dorado". El nombre rumano posiblemente derive del húngaro (La letra húngara "ny" se traduce "i" en el idioma rumano: enyed-Aiud, Belényes-Beius, Szekrényes-Sacries, Sárkány-Sercaia, etc) 

## Localidades que atraviesa
| - Mihoești - Câmpeni - Bistra - Pițiga - Lupșa - Hădărău - Lunca - Valea Lupșii - Muncelu | - Baia de Arieș - Viisoara - Sartăș - Brăzești - Sălciua de Sus - Sălciua de Jos - Poșaga de Jos - Lunca - Vidolm - Buru | - Moldovenești - Cornești - Cheia - Mihai Viteazu - Turda - Câmpia Turzii - Luna - Luncani - Gligorești |

## Principales afluentes

### Afluentes por la derecha
| - Río Arieşul Mic - Río Sohodol - Río Abrud - Râul Luteştilor - Río Ştefanca - Râul Maşcanilor - Río Valea Şesei - Río Hermăneasa - Río Cioara | - Río Ponor - Río Huda lui Papară - Río Valea Morilor - Río Vidolm - Río Rimetea - Río Văleni - Río Plăieşti - Río Bădeni |

### Afluentes por la izquierda
| - Río Arieșul Mare - Río Valea Caselor - Río Bistra - Río Bistrişoara - Río Dobra - Río Valea Caselor - Río Lupșa - Río Sartăș - Río Sălciuța - Río Poșaga - Río Valea Coșegii | - Río Ocoliș - Río Ocolișel - Río Iara - Río Hășdate - Río Pordei - Río Săndulești - Río Valea Racilor - Río Valea Sărată - Pârâul Florilor - Río Valea Largă |